# North Hertfordshire
North Hertfordshire – dystrykt w hrabstwie Hertfordshire w Anglii.

## Miasta
- Baldock
- Hitchin
- Letchworth Garden City
- Royston

## Inne miejscowości
Ashwell, Barkway, Barley, Bygrave, Clothall, Graveley, Hexton, Hinxworth, Ickleford, King's Walden, Knebworth, Langley, Lilley, Norton, Nuthampstead, Offley, Radwell, Reed, Rushden, St Ippolyts, Therfield, Walsworth, Weston, Willian.